# Indische Kultur
Indische Kultur umfasst die Vielzahl von Kulturen verschiedener Bevölkerungsgruppen und Religionen, die man in Indien findet. Indische Kultur, insbesondere Kunst, Architektur, Musik, Tanz und Theater, kann auf eine mehrere tausend Jahre alte Tradition zurückblicken. Die geradezu unüberschaubare Vielfalt an Sprachen und Völkern hat viele regionale Besonderheiten hervorgebracht, aber auch historische Einflüsse wie etwa der Islam oder europäische Kolonialmächte hinterließen ihre Spuren.
Texte aus den indischen Religionen, der indischen Philosophie und Literatur werden zur Weltliteratur gezählt; indische Bauwerke gehören zum Weltkulturerbe. Aspekte der indischen Popkultur, speziell der populäre indische Film und die indische Küche haben weltweit Bekanntheit erlangt.

## Bildende Künste

### Malerei und Skulptur

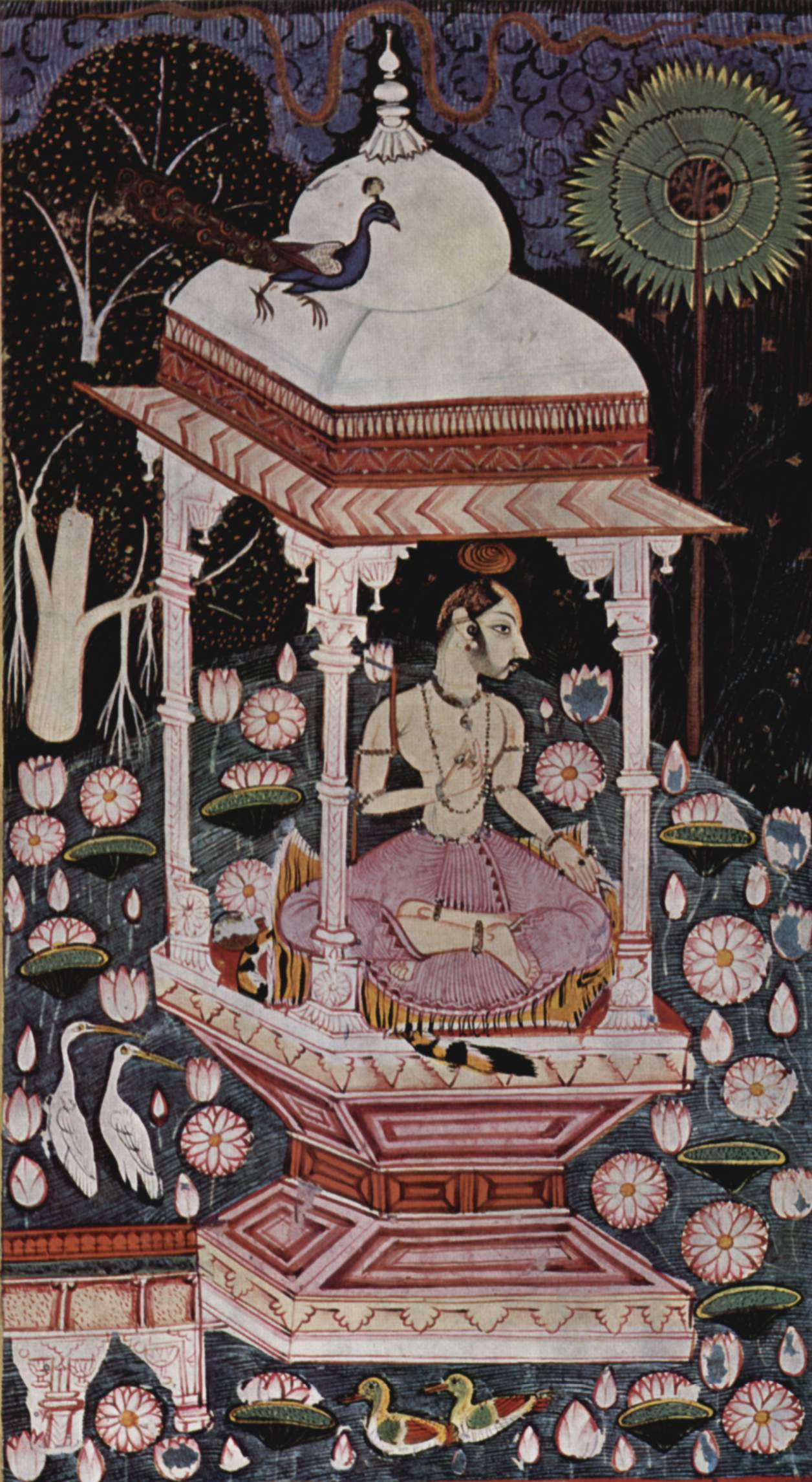
Indische Malerei im Rajasthanstil, um 1660

Die Ursprünge indischer Malerei reichen zurück bis in die Steinzeit, wie Höhlenmalereien auf dem archäologischen Fundplatz Bhimbetka im Bundesstaat Madhya Pradesh in Zentralindien zeigen. Weitere bedeutende Beispiele indischer Kunst der Frühzeit sind die Statuetten und Skulpturen der Induskultur sowie die kunstvollen Siegessäulen aus der Zeit des Maurya-Reichs.
Die Zeit des Gupta-Reichs ab 300 n. Chr. wird als Zeit der klassischen indischen Kunst bezeichnet. Aus dieser Zeit datieren künstlerisch beeindruckende hinduistische Gupta-Tempel wie der Dashavatara-Tempel und die Felsmalereien aus den buddhistischen Höhlentempeln in Ajanta. Die nachklassische Zeit ab 800 n. Chr. ist durch eine politische und kulturelle Zersplitterung des indischen Subkontinents gekennzeichnet. Aus dieser Zeit findet man bedeutende hinduistische Skulpturen wie die Darstellung des Shiva Nataraja aus dem 11. oder 12. Jahrhundert.
Ein weiterer bedeutender Einschnitt in der Kunstgeschichte Indiens war der islamische Einfluss in Indien, der ab dem 8. Jahrhundert einsetzte. Unter der Förderung islamischer Herrscher in Indien, speziell während des Mogulreiches, entstand eine vielfältige, bedeutende Kunst und Architektur. Hervorzuheben sind hier die ornamentale Plastik, die kostbaren monumentalen Grabstätten wie das Taj Mahal und die persisch beeinflusste Miniaturmalerei.
Während der indischen Kolonialzeit begann der Einfluss westlicher Kunst und Architektur und gleichzeitig der Niedergang einheimischer indischer Kunst, der durch die Entmachtung einheimischer Herrscher die Mäzene entzogen wurde. Eine Wende in der Entwicklung indischer Kunst wurde durch Rabindranath Tagore (1871–1951) eingeleitet, der auch als Vater der modernen indischen Kunst bezeichnet wird.

### Architektur
Die indische Architektur spiegelt sowohl die ethnische und religiöse Vielfalt des indischen Subkontinents als auch dessen historische Entwicklung wider. Die indische Architektur der historischen Periode war bis in die frühe Neuzeit vor allem eine Sakralarchitektur. Der Buddhismus prägte den Beginn der Monumentalbaukunst, datiert in die Zeit des Maurya-Herrschers Ashoka im 3. Jahrhundert v. Chr. Mit dem Hinduismus der nachchristlichen Zeit begann die Phase der hinduistischen Tempelarchitektur, die im Mittelalter nach Südostasien ausstrahlte, während die buddhistische Architektur bereits im Altertum auch in Ostasien und Tibet nachgeahmt wurde.
Aus dem Nahen Osten gelangte im Mittelalter die islamische Baukunst nach Indien, wo sie sich unter einheimischen sowie west- und zentralasiatischen Einflüssen zu einer eigenständigen indo-islamischen Architektur entwickelte. Der Kolonialismus brachte im 16. Jahrhundert europäische Kunstvorstellungen mit, die erst im ausgehenden 19. Jahrhundert zur Ausprägung eines britisch-indischen Kolonialstils führten.

## Darstellende Künste

### Tanz
Der klassische Tanz in Indien hat eine jahrtausendalte Tradition; erste Darstellungen von Tänzern oder Tänzerinnen reichen bis in die Zeit der Indus-Kultur zurück. Zu bekannten Tanz-Darstellungen in der bildenden Kunst Indiens zählen die Bronzestatuette des „Tanzenden Mädchens“ aus der frühzeitlichen Stadt Mohenjo-Daro und die Säulenreliefs am Hindu-Tempel von Chidambaram. Die klassischen Posen des traditionellen indischen Tanzes Bharatanatyam aus Tamil Nadu werden bereits 200 v. Chr. im Lehrwerk der Tanz- und Schauspielkunst, Natyashastra, des klassischen Autors Bharata beschrieben.
Der Tanz in Indien hat seine Ursprünge im Tempelkult, durch den kultischen Tanz sollen die Götter verherrlicht werden. Neben religiös motiviertem Tanz gibt es auch den Tanz der fahrenden Sänger und Tänzer, was bereits im indischen Nationalepos Ramayana erwähnt wird.
Die indischen Regionen haben unterschiedliche klassische Tanzstile: Kathak ist ein höfischer Tanz aus Nordindien, Odissi ein ursprünglich religiöser Tempeltanz aus Orissa, Bharatanatyam ist ein traditioneller Tanz aus Tamil Nadu, Manipuri ist ein Tanz aus dem Nordosten Indiens. Eine Besonderheit ist der Kathakali aus Kerala, ein Maskentanz.

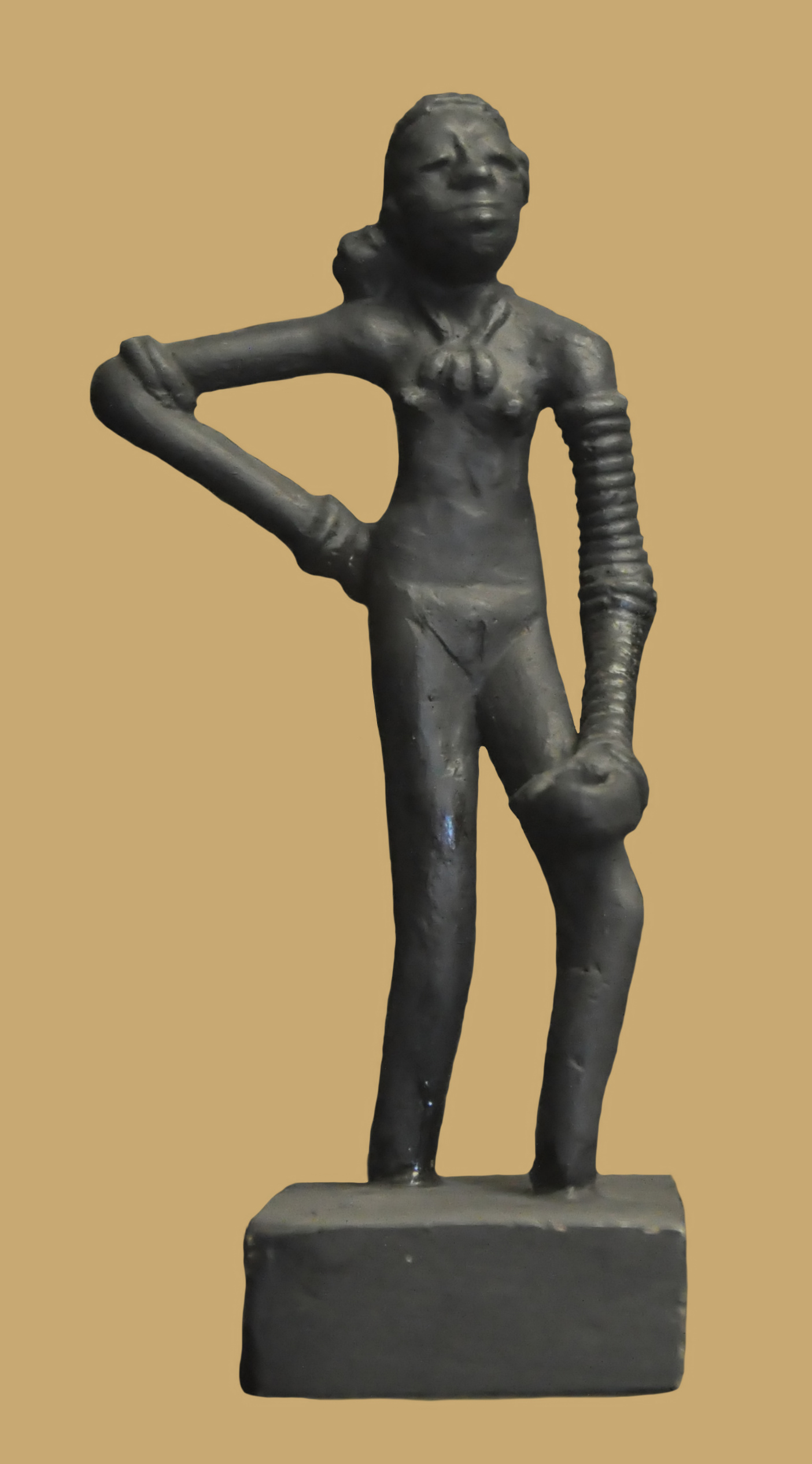
Tanzendes Mädchen aus Mohenjo-Daro
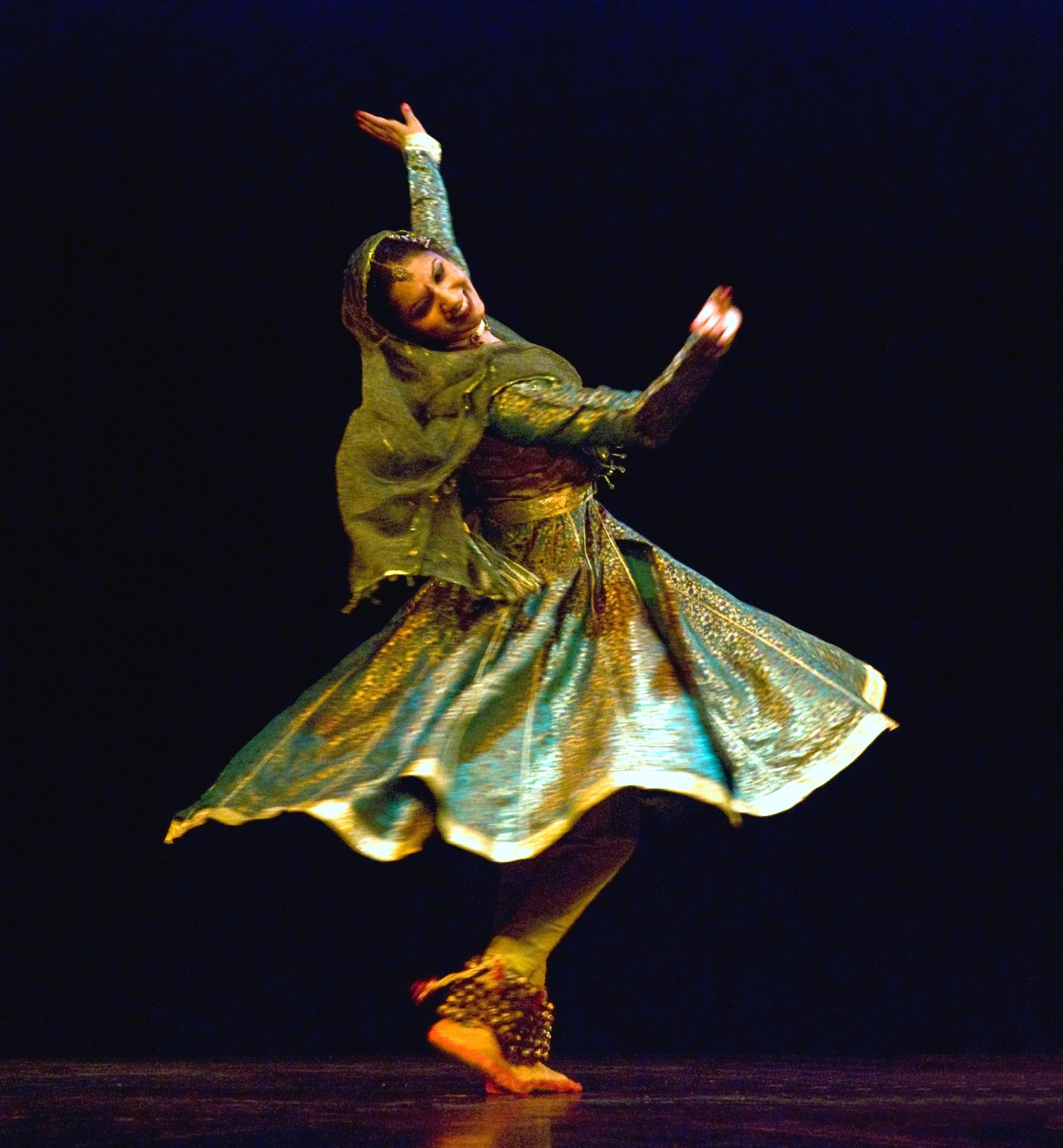
Kathak, aus Nordindien
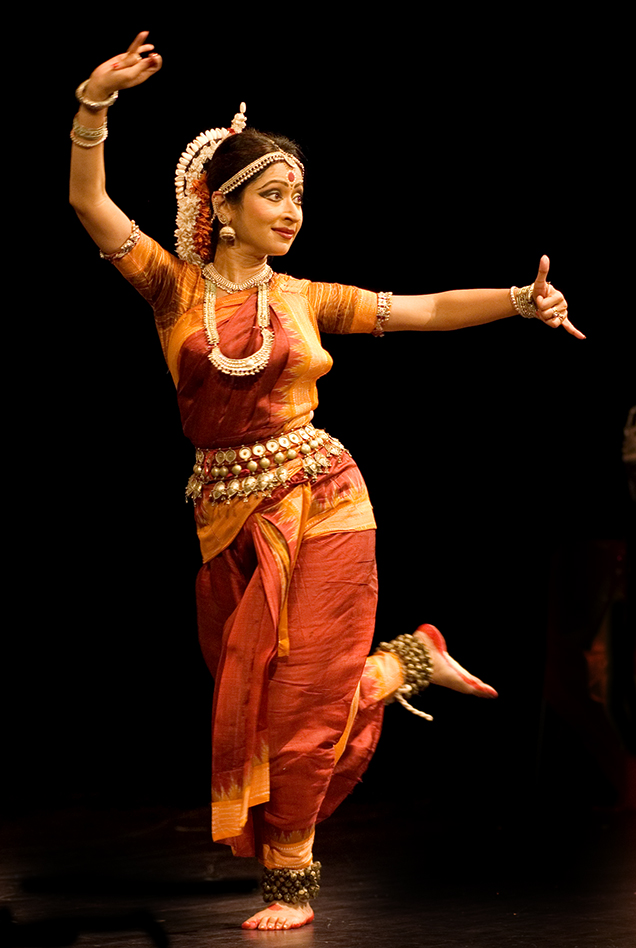
Odissi, aus Orissa
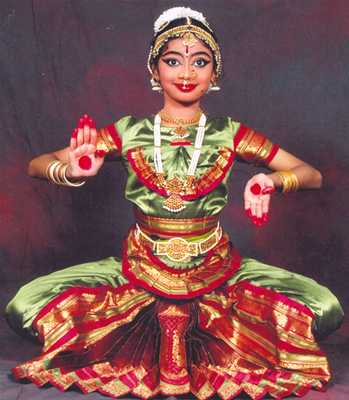
Bharatanatyam, aus Tamil Nadu
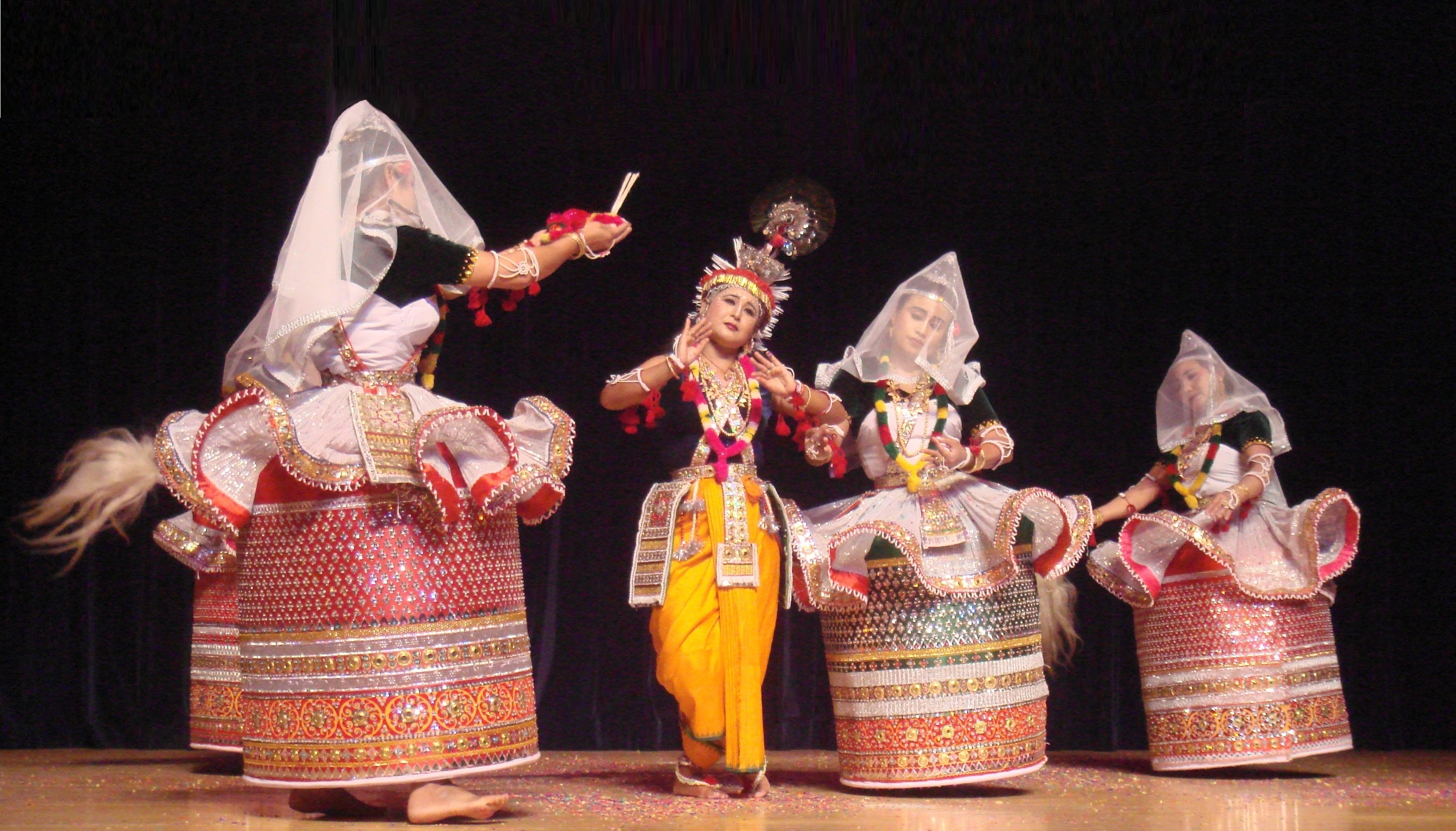
Manipuri, aus dem Nordosten
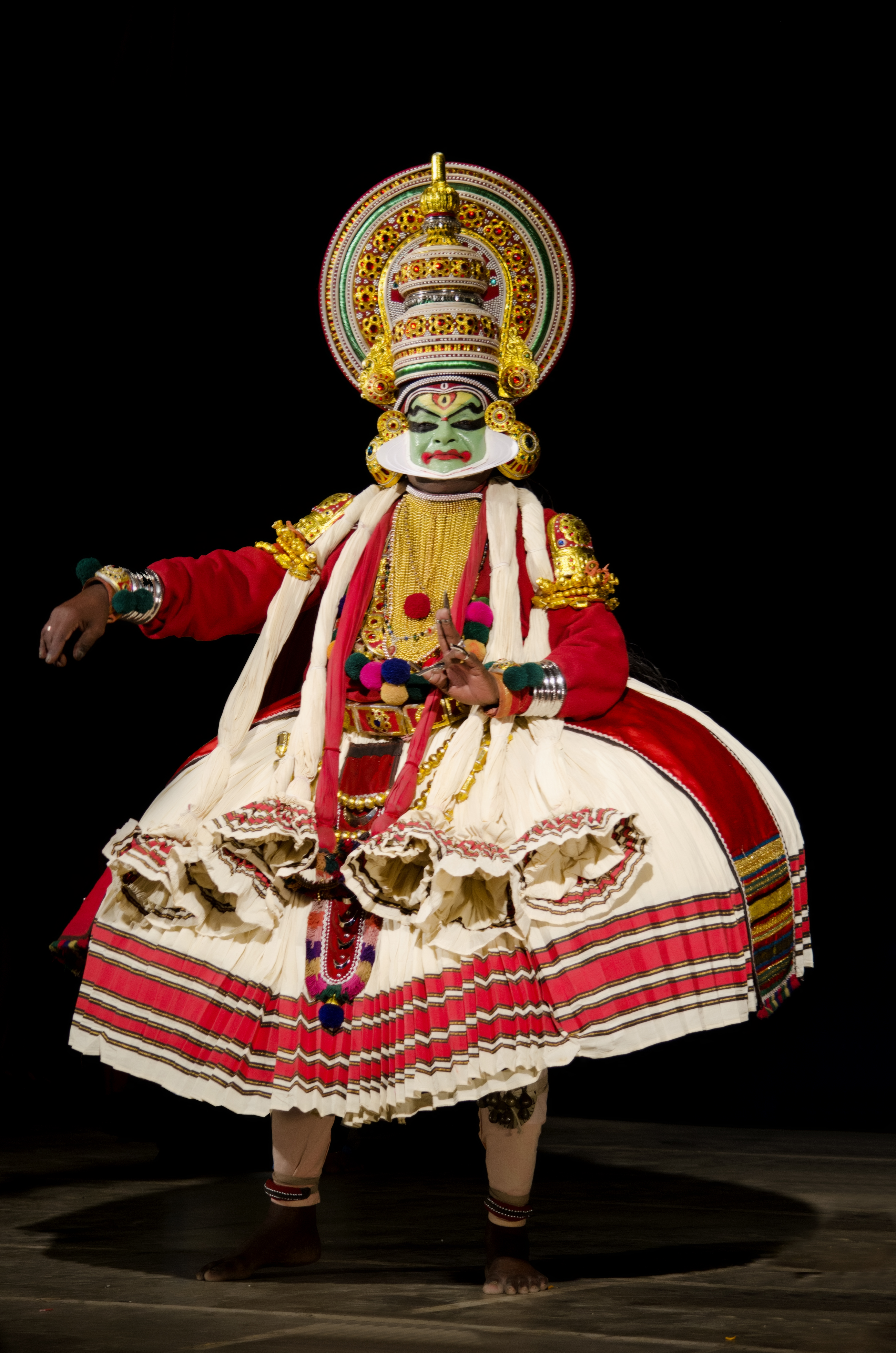
Kathakali, aus Kerala

Neben den traditionellen indischen Tanzstilen ist auch der moderne Tanzstil der Bollywoodfilme (Bollywood-Tanz) in Indien sehr populär. Er ist durch die indische Filmindustrie entstanden und wird zu Filmmusik getanzt.

### Theater

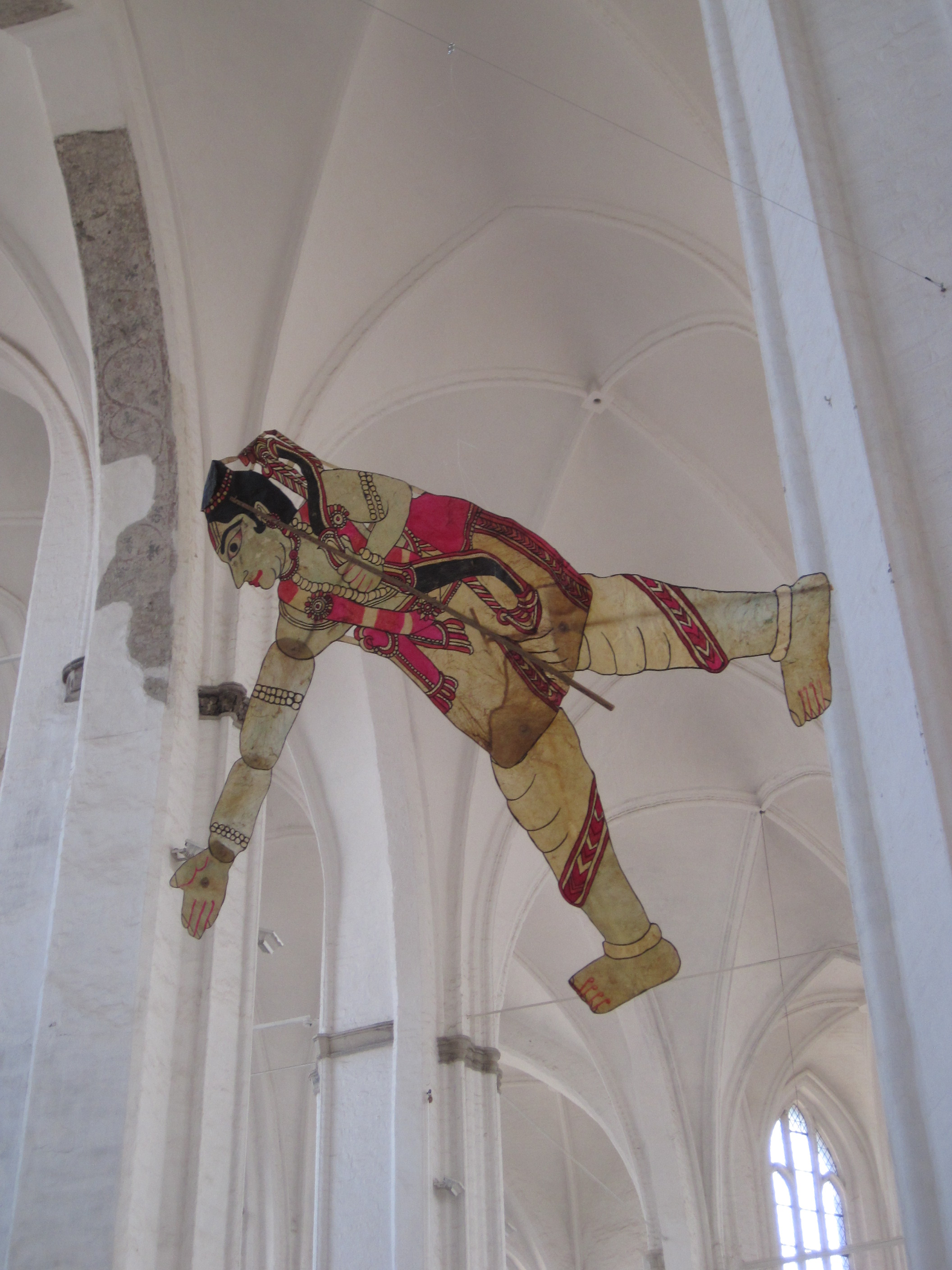
Puppe eines südindischen Schattenspiels, 19. Jahrhundert

Die Tradition des indischen Theaters mehrere tausend Jahre zurück und hängt eng mit der Tanztradition zusammen. Tanz und Theater haben beide ihre Ursprünge in der Anbetung der Götter. Bereits um die Zeitenwende werden die wichtigsten Posen für Theater und Tanz im Lehrwerk der Tanz- und Schauspielkunst, Natyashastra, des frühhinduistischen Autors Bharata beschrieben. Architektonische Belege für die lange Existenz eines Tempeltheaters sind die Theaterhalle im Kailasa-Tempel in den Höhlentempel von Ellora aus dem 8. Jahrhundert n. Chr., die Theaterhallen des Ghantai-Tempels bei Khajuraho aus dem 11. Jahrhundert und der Vitthala-Tempel aus dem 14. Jahrhundert. Neben dem Tempeltheater ist das Gauklertum mit Akrobatik und Tanz der zweite Ursprung des indischen Theaters. Im indischen Nationalepos Ramayana erwähnt werden Tänze und Theateraufführungen in Städten und bei Hof erwähnt.
Das früheste überlieferte indische Drama in Sanskrit stammt von Ashvaghosha, einem buddhistischen Dichter um 100 n. Chr. Weitere wichtige klassische Autoren des Sanskrit-Dramas sind Bhasa (2. oder 3. Jahrhundert), dessen bürgerliches Drama Carudatta das Schicksal eines Kaufmanns schildert, und der Hofdichter Kalidasa aus dem 5. Jahrhundert, zur Zeit der Gupta-Dynastie. Kalidasas Schriften fanden auch bei westlichen Dichtern Anklang, so waren Herder, Goethe und die Romantiker begeistert von seiner Dichtung. Der Dramatiker Bhavabhuti versuchte sich um 700 n. Chr. um eine Reform des Theaters.
In der Folgezeit nimmt die Bedeutung des klassischen indischen Dramas ab. An den muslimischen Höfen im Norden Indiens wurde Theater nicht gefördert. Theater überdauert daher einerseits als Teil eines Tempeltheaters unter dem Patronat von Tempeln, andererseits als Volkstheater. Im 19. Jahrhundert setzte eine Wende ein, und das indische Theater wandte sich neuen Themen wie sozialen Fragen zu. Außerdem wurde mit traditionellen indischen und mit westlichen Formen des Theaters experimentiert. Wichtige neuere Dramatiker sind Girish Chandra Ghosh (1844–1912) und Rabindranath Thakur (englisch Tagore) Anfang des 20. Jahrhunderts.
Traditionelles indisches Theater wird auch heute noch gepflegt. Das einzige, aus altindischer Zeit weitgehend unverändert überlieferte Sanskrittheater ist das Kutiyattam. Andere traditionelle, hinduistische Ritualtheater sind Ayyappan tiyatta, Bhagavata Mela, Mutiyettu, Nagamandala und Teyyam. Der Übergang zu religiösen Tanzformen ist fließend, neben vielen anderen Chhau, Kathakali, Ras lila und Yakshagana. Einige traditionelle Unterhaltungstheaterstile sind Khyal, Nautanki, Swang und Tamasha.
Weiterhin gibt es regionale Puppentheater- und Schattenspieltraditionen. Zu den Schattenspielformen gehören Tholpavakuthu in Kerala, Ravanacharya in Odisha, Tholu bommalata in Andhra Pradesh und Chamadyache bahulya in Maharashtra.

### Musik
Die klassische indische Musik spaltet sich in zwei Hauptrichtungen: die hindustanische und die karnatische Musik. Die hindustanische Musik ist die klassische Musik Nordindiens, die karnatische Musik der vorherrschende klassische Stil Südindiens.  Wichtige Vertreter der Hindustani-Musik sind Ravi Shankar, ein bedeutender Sitar-Spieler, Amjad Ali Khan, Bismillah Khan und Zakir Hussain. Kishori Amonkar war eine der wichtigsten Sängerinnen der Hindustani-Musik. Sie gehörte zur Jaipur-Gharana und sang im Khyal- und Thumri-Stil. Neben verschiedenen ethnischen Gruppen des Subkontinents haben auch die persische, arabische und englische Musik Einfluss auf die indische Musik genommen.
Die aktuelle populäre Musik Indiens ist durch Filmmusik dominiert; etwa 60 Prozent der in Indien verkauften Musik ist Filmmusik. Indiens Film- und Popmusik wird stark von Soul, Rock und Hip-Hop beeinflusst. Indische Musikstilrichtungen wie Filmi (Filmmusik) und Bhangra sind auch unter Auslandsindern in Großbritannien, Süd- und Ostasien, aber auch anderen Teilen der Welt populär geworden und haben Eingang in deren Musik gefunden. Zwei der bekanntesten Sängerinnen indischer Filmmusik sind die beiden Schwestern Asha Bhosle und Lata Mangeshkar, die jeweils in rund tausend Filmen zu hören sind. Weitere indisch-britische Vertreter sind beispielsweise Talvin Singh, Nitin Sawhney, Badmarsh & Shri, Bally Sagoo, Panjabi MC und Cornershop.

## Film
Bollywood ist der umgangssprachliche Name für die beliebte, in Mumbai angesiedelte Hindi-Filmindustrie in Indien. Bollywood ergibt zusammen mit den anderen Zentren der Filmproduktion (in den Sprachen Bengali, Kannada, Malayalam, Tamil, Telugu) die gesamtindische Filmindustrie, die, gemessen an produzierten Filmen und unter Umständen auch an verkauften Eintrittskarten, gemeinsam mit dem US-amerikanischen Film die größte der Welt ist.
Bollywood-Filme sind normalerweise Musicals. Es gibt nur wenige Filme, die nicht mindestens eine Szene haben, die aus Tanz und einem Lied besteht. Das indische Publikum erwartet das volle Programm für sein Geld; es verlangt Lieder und Tänze, Liebesgeschichten, Komödien und Draufgänger, vermischt in einer unterbrechungslosen fantastischen Komposition. Solche Filme werden, nach der indischen Gewürzmischung „Masala“, „Masala-Filme“ genannt.
Wie Masala sind auch die Filme eine Mischung vieler Dinge. Die Handlung tendiert dazu, melodramatisch zu sein. Es werden regelmäßig formelhafte Elemente eingesetzt, wie Über-Kreuz-Liebesbeziehungen und verärgerte Eltern, korrupte Politiker, Entführer, stillschweigend geduldete Bösewichte, Dirnen mit Herzen aus Gold, lang verschollene Verwandte und durch das Schicksal getrennte Geschwister, dramatische Wendungen des Glücks oder passenden Zufälle.

## Feste und Feiertage

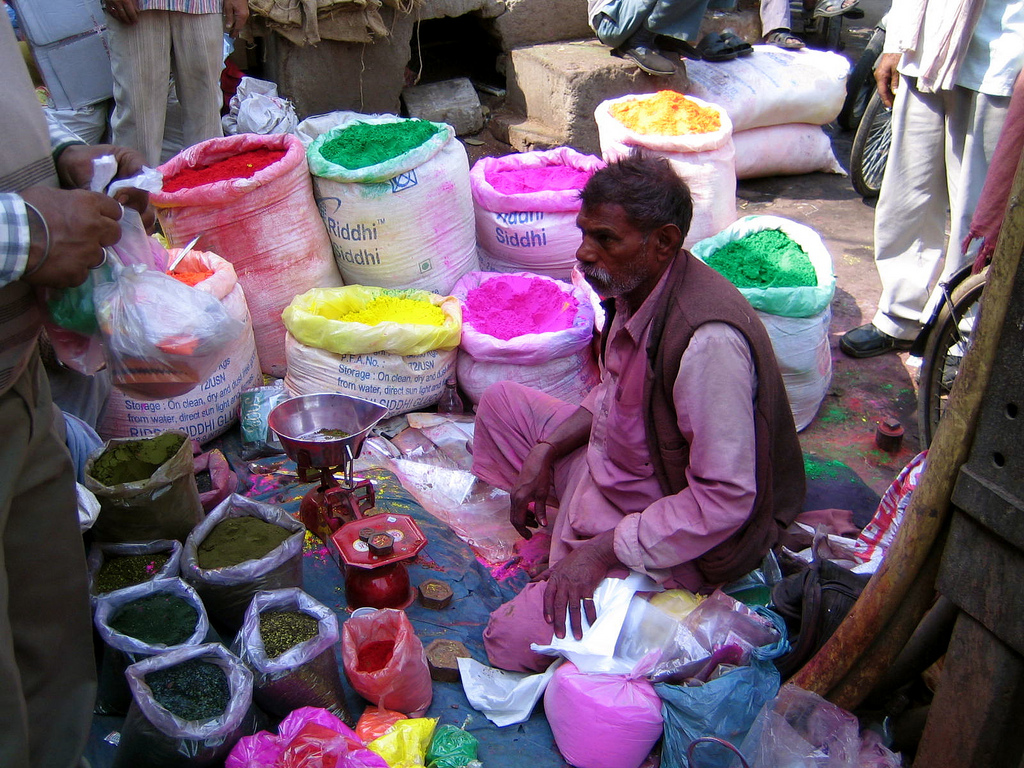
Verkauf von Farben für das Holi-Fest

Das Jahr in Indien ist durch viele Feste gekennzeichnet. Anlässe für Feiertage oder Feste sind historische Ereignisse, religiöse Traditionen oder der Wechsel der Jahreszeiten wie der Beginn des Frühlings oder der Anfang der Erntesaison.
Indische Nationalfeiertage erinnern an wichtige historische Ereignisse, wie der Unabhängigkeitstag (15. August) oder der Tag der Republikgründung (26. Januar). Der Geburtstag Mahadma Gandhis am 2. Oktober ist ebenfalls ein Nationalfeiertag (Gandhi Jayanti).
Andere indische Feiertage sind religiös motiviert, z. B. aus der Tradition des Hinduismus, des Islam oder der vielen anderen Religionen Indiens. Eines der beliebtesten Feste aus der hinduistischen Tradition ist das Lichterfest Diwali. Im September/Oktober wird das wichtige hinduistische Fest Dashahara gefeiert, was je nach Region auf unterschiedliche Traditionen zurückgeht. Die Legende, mit der es z. B. im Norden Indiens verbunden ist, ist das hinduistische Epos Ramayana. In Bengalen wird zu dieser Zeit das Fest Durga Puja gefeiert wird, zu Ehren der Göttin Durga. Außerhalb Indiens ist besonders das Frühlingsfest Holi bekannt, das das Ende des Winters markiert und mit Entzünden von Feuern und dem Verstreuen von gefärbten Wasser und Puder gefeiert wird. Ebenfalls bekannt ist das Fest Kanwar Mela, an dem zehntausende Anhänger Shivas ein Bad im Ganges nehmen.
Beispiele für wichtige muslimische Feste, die in Indien gefeiert werden, sind das islamische Opferfest (Id-al-Adha) im Februar und der Geburtstag Mohammeds (Milad-ul-Nabi). Guru Parab ist der Geburtstag von Guru Nanak, dem Religionsgründer der Sikhs, und wird am ersten Vollmond nach Diwali begangen. Wichtige Feiertage für die christliche Minderheit in Indien sind Karfreitag und Weihnachten (25. Dezember). Buddhisten versammeln sich im Mai an Buddha Jayanti zum Gebet und zur Ehrung des Geburtstags ihres Religionsgründers Buddha; Anhänger des Jainismus feiert den Geburtstags ihres Gründers Mahavira.
Neben historisch motivierten und religiösen Feiertagen gibt es in Indien eine Vielzahl von weiteren kulturellen Ereignissen und Festivals, die um Film, Tanz oder Musik kreisen. Beispielhaft sind so etwa das International Film Festival of India in Goa, das Madras Music Festival in Chennai, das Jodhpur Rajasthan International Folk Festival (RIFF) und das Tanzfestival Vasantahabba in Bengaluru. Wichtige sportliche Feste sind z. B. das Nehru Trophy Boat Race in Kerala, ein Rennen mit kunstvoll geschnitzten und geschmückten Booten, oder die Delhi Horse Show, ein zweitägiges Reitturnier mit Spring- und Dressurreiten.

## Alltagskultur

### Kleidung

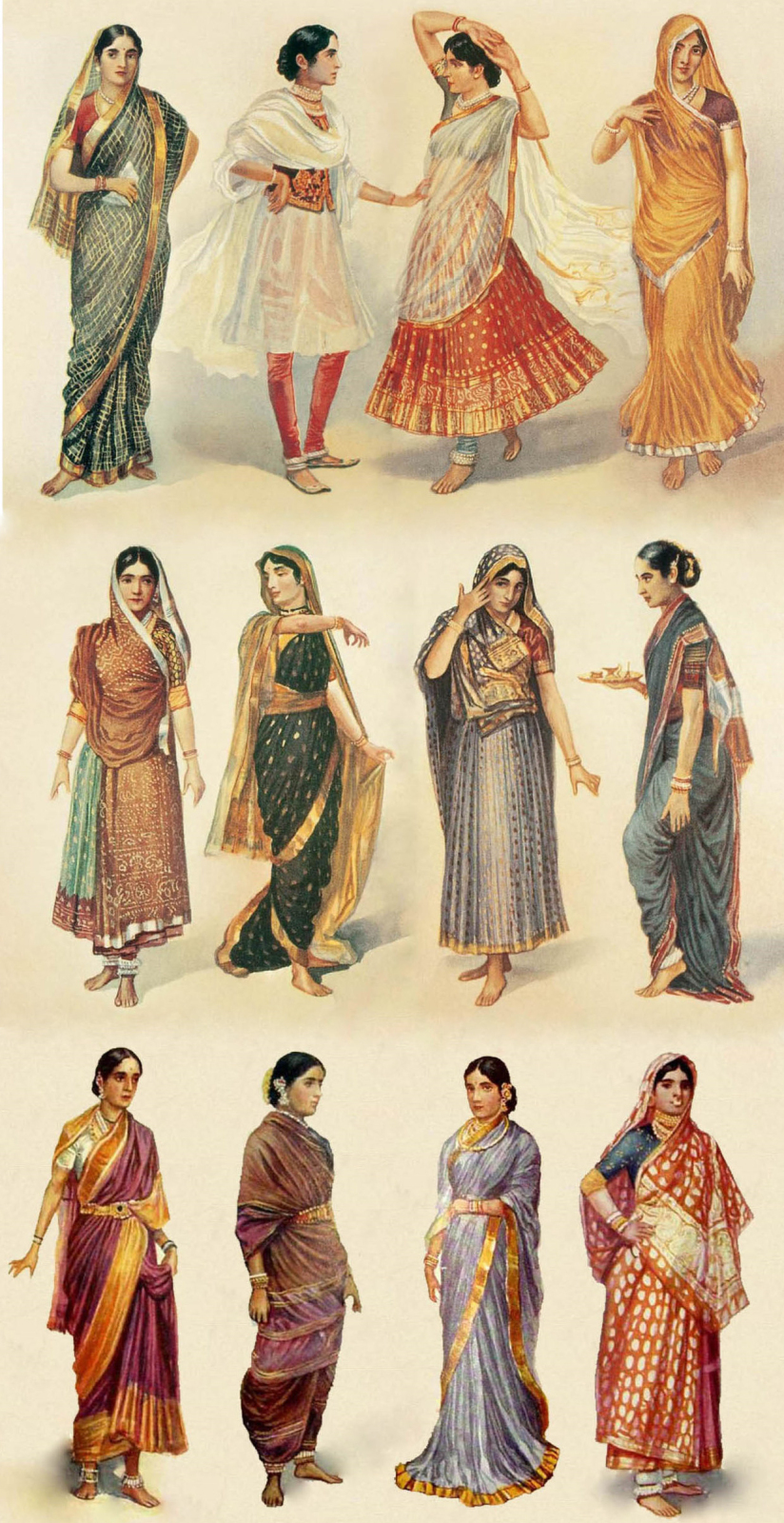
Sari-Stile

Zu den typischen traditionellen Kleidungsstücken Indiens gehören für Männer Dhoti, Lungi und Kurta. Zur traditionellen Kleidung für Frauen zählt der Sari, der je nach Region unterschiedlich geschnitten und gewickelt wird. Ein weiteres wichtiges traditionelles Kleidungsstück für Frauen ist der Salwar Kamiz, eine Kombination aus einer Hose (salwar), einer Tunika (kamiz) und einem Tuch (Dupatta). Viele Inderinnen tragen auch einen Choli, eine enge Bluse. Als traditionelle indische Kopfbedeckungen sieht man bei Männern den Turban, bei Frauen das Kopftuch (Odhni oder Dupatta). Neben der traditionellen Kleidung sieht man aber auch westliche Kleidung wie Hemden oder Jeans, teilweise auch in Kombination mit traditionellen Kleidungsstücken.

### Spiel und Sport
Die mit Abstand beliebteste Sportart Indiens ist Cricket. Polo war bis zur Unabhängigkeit Indiens ein beliebter Sport der Oberschicht, aber seine Popularität hat wie die von Hockey nachgelassen. Weitere beliebte Sportarten in Indien sind Fußball, Pferderennen und Tennis.
In Indien wurde eine ganze Reihe von Spielen und Sportarten erfunden, darunter Schach. Beim uralten Kampfsport Kalarippayat wird davon ausgegangen, dass er selbst das weit jüngere Shaolin Kung Fu stark beeinflusst hat. Bekannt ist das indische Yoga, das in westlichen Abwandlungen weltweit sich einer großen Fangemeinde erfreut.